# اندیس صلوات آباد
صلوات آباد یک اندیس فلزی است که در  استان کردستان قرار دارد و مادهٔ معدنی موجود در آن، مس است.  